# Nakwaam

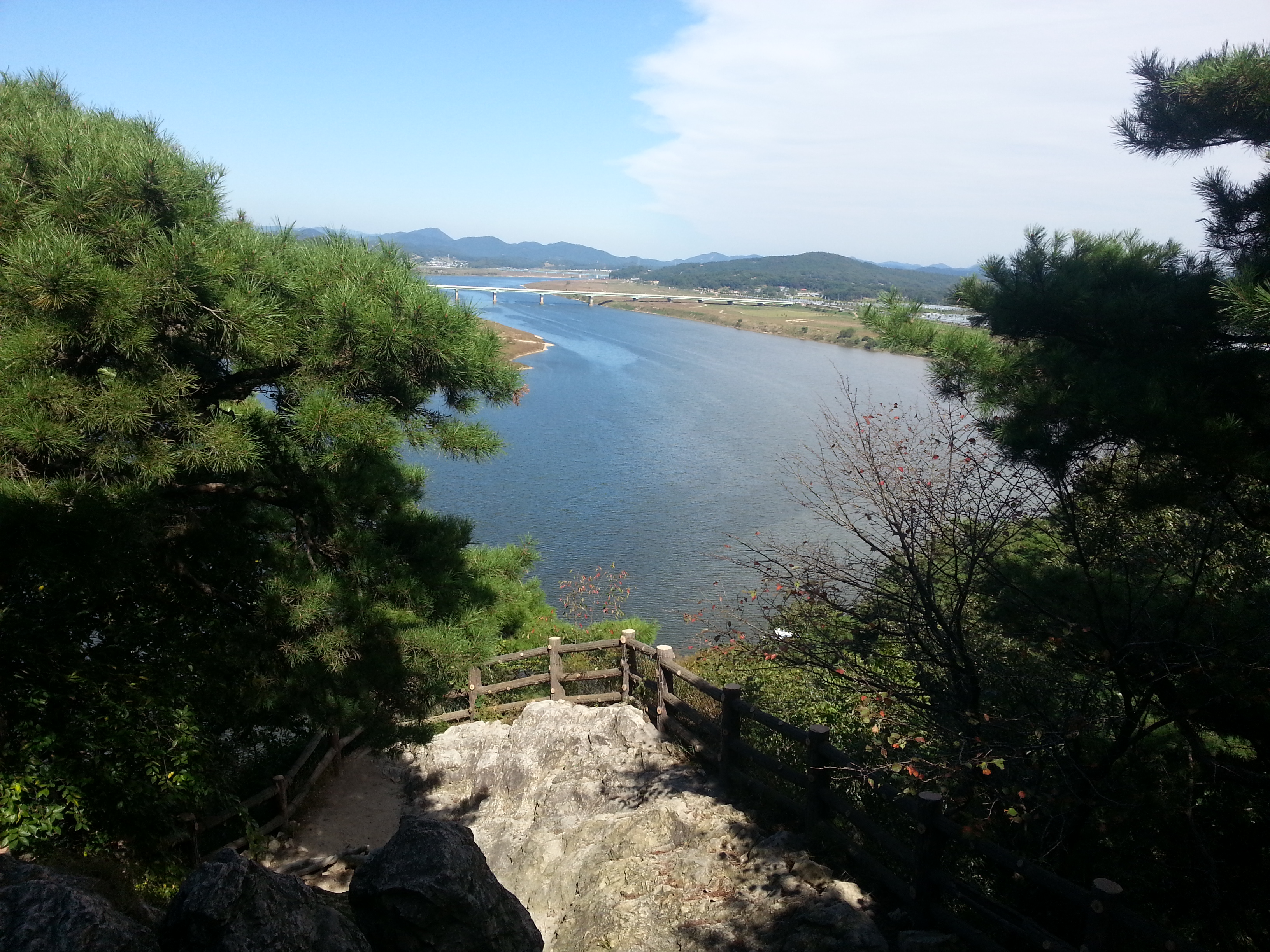
Aussicht vom Nakwaam, dem „Fels der fallenden Blüten“, in Buyeo.

Der Nakwaam ist ein Felsvorsprung in Südkorea. Er liegt am Fluss Paengmagang im Busosanseong-Park, im mittleren Westen Südkoreas in der Provinz Chungcheongnam. Einer Legende zufolge begingen tausende Frauen im 7. Jahrhundert einen Massensuizid auf dem Nakwaam. Der Fels ist ein beliebtes Ausflugsziel für Touristen.

## Hintergrund
Das Königreich Baekje war vom 1. bis zum 7. Jahrhundert eines der einflussreichsten Herrschaftsgebiete im mittleren Südwesten Koreas. Im 7. Jahrhundert verlor Baekje aufgrund der steigenden Dominanz des Nachbar-Königreiches Silla einen Großteil seiner Dominanz. Ein Angriff von Silla gemeinsam mit den Chinesen 660 n. Chr.  besiegelte den Untergang des Königreiches Baekje.

## Legende

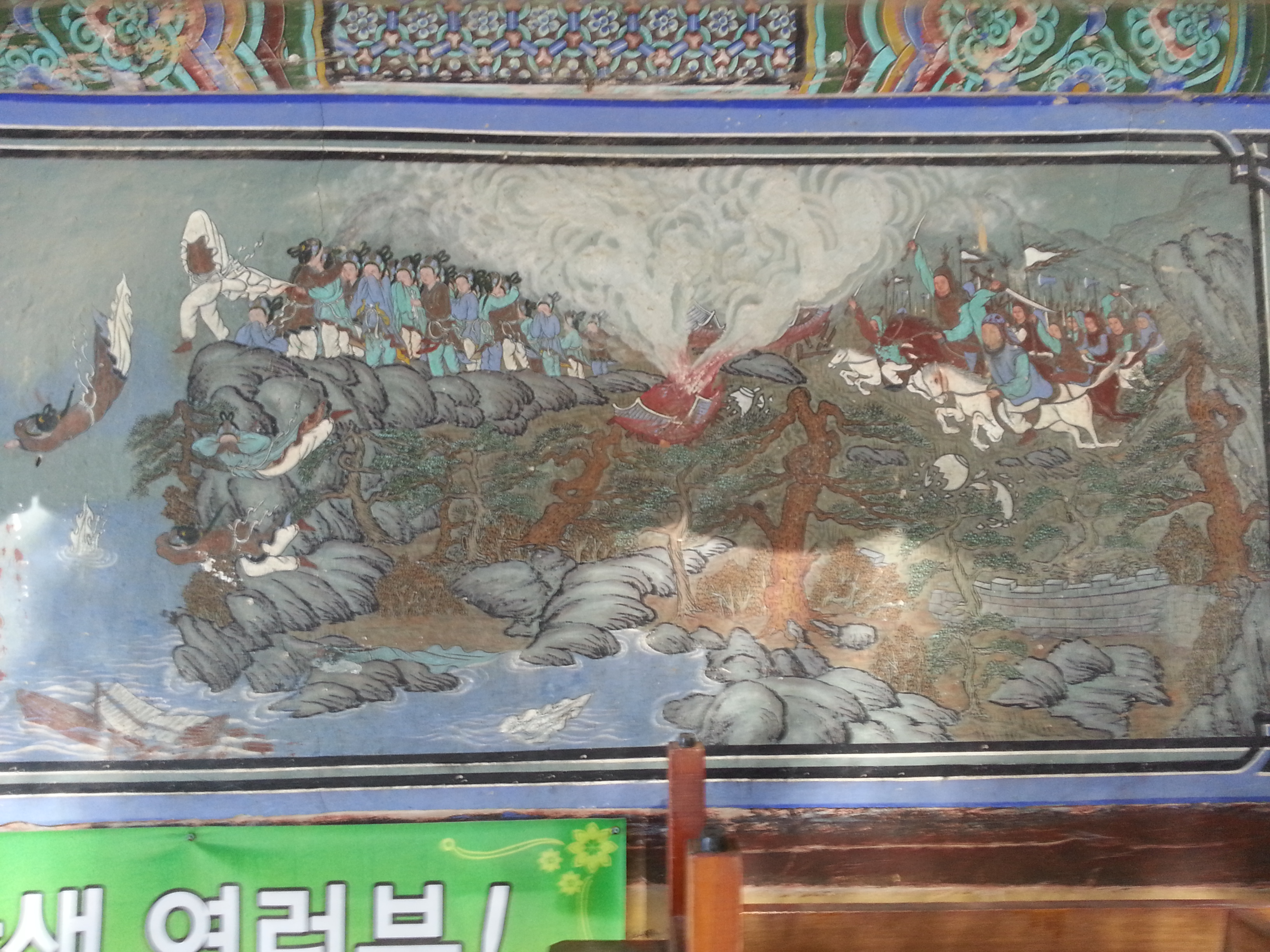
Ein Gemälde am Goransa berichtet von der Legende der „fallenden Blüten“.

Im Zuge der feindlichen Übernahme des Baekje-Königreichs sollen sich etwa 3.000 beamtete Frauen vom Nakwaam Felsen in den Paengmagang Fluss zu Tode gestürzt haben. Sie nahmen den Tod eher in Kauf, als in die Fänge des Gegners zu geraten. Seit jeher wird der Nakwaam auch „Felsen der fallenden Blumen“ genannt, angelehnt an die sich in den Selbstmord stürzenden Frauen des Baekje-Königreiches.